# Slaget vid Bash Abaran

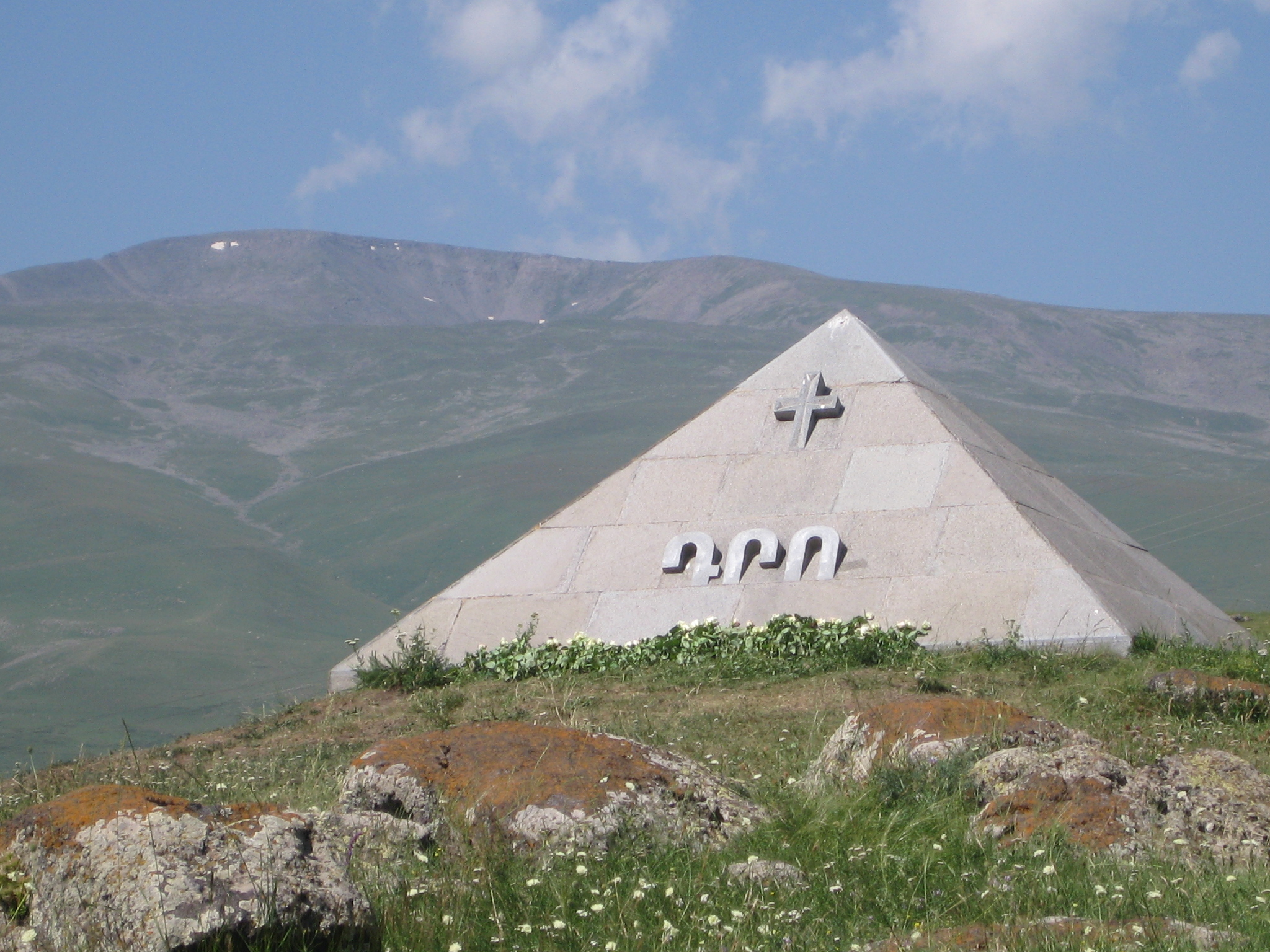
Drastamat Kanajans mausoleum vid Aparan

Slaget vid Bash Abaran, (armeniska: Ղարաքիլիսայի ճակատամարտ, Gharakilisayi chakatamart), var ett slag under Kaukasusoffensiven under första världskriget som utkämpades nära Aparan den 23–29 maj 1918.

## Bakgrund
Huvudartikel: Kaukasusoffensiven
Efter Oktoberrevolutionen i Ryssland 1917 och det stilleståndsavtal som ingåtts mellan Osmanska rikets tredje armékår och Transkaukasiska kommissariatet i Erzincan, ersatte nyligen formerade armeniska militärenheter ryska styrkor. Ryssarna drog sig tillbaka från den kaukasiska fronten, särskilt från Västra Armenien. Den osmanska regeringen utnyttjade denna militära situation och försökte återta de territorier som erövrats av den ryska armén tidigare under första världskriget genom att invadera Östra Armenien, den ännu inte proklamerade Republiken Armenien, och därefter södra Kaukasus. Turkarnas allierade Tyskland motsatte sig denna attack och avstod från att hjälpa sina allierade med den.
Angreppet inleddes i februari 1918. Den turkiska tredje armén ockuperade den ena armeniska bosättningen i Västra Armenien efter den andra. Efter det att fredsdiskussionerna i Trabzon i april misslyckats, rörde sig den osmanska armén mot Transkaukasus. Städerna Erzincan, Erzerum, Sarikamish, Kars och Alexandropol erövrades av den osmanska armén efter hand. Den 20 maj intogs byarna Akhbulag, Djrajur och Kaltakhchi. Den 21 maj erövrade turkarna Vorontsovka. Den armeniska styrkorna retirerade under pressen av den reguljära turkiska armén.

## Slaget
De osmanska styrkorna gick till offensiv i riktning mot Jerevan den 21 maj. En av de tre turkiska enheterna, bestående av 3:e regementet ur 11:e kaukasiska divisionen, förflyttade sig mot Aparan från Hamamlu. De mötte en armenisk styrka på ungefär 1 000 Infanteriet under befäl av Drastamat Kanajan, som avdelats dit av befälhavaren från fronten vid Sardarapat Movses Silikian. Armenierna hade positionerat sig vid passet Bash Abaran för att stänga huvudvägen 50 kilometer söder om Hamamlu, på några timmars marschavstånd från Jerevan. Efter hårda strider under tre dagar gjorde armenierna, förstärkta av ett kavalleriregemente som sänts dit av general Silikian, en motoffensiv mot turkarna den 25 maj. Den 29 maj slog armenierna det osmanska regementet norr om Bash Abaran och de kvarvarande osmanska styrkorna retirerade norrut tillbaka mot Hamamlu.
Segern vid Bash Abaran, tillsammans med segrarna vid Slaget vid Sardarapat och Slaget vid Karakilisa under samma tidsperiod var avgörande för bildandet av Den första armeniska republiken i maj 1918.